# Шиманский, Иосиф-Владислав Антонович
Иосиф-Владислав Антонович Шиманский (1837—1887) — русский военный врач, участник русско-турецкой войны 1877—1878 гг. и Среднеазиатских походов.

## Биография
Происходил из дворян Люблинской губернии, родился 2 марта 1837 года.
Образование закончил в Санкт-Петербургской медико-хирургической академии в 1864 г. со званием лекаря и поступил в том же году младшим врачом в 84-й пехотный Ширванский полк.
В 1872 г. был переведён младшим врачом в Кубанскую уездную команду, а в 1876 г. — в 81-й пехотный Апшеронский полк. В том же году был назначен старшим врачом Бакинского местного батальона.
Во время турецкой кампании 1877—1878 гг. Шиманский был главным врачом военно-временного № 45 госпиталя, расположенного сперва в Александрополе, а затем под Карсом. Вернувшись по окончании войны к своему штатному месту служения в Баку, Шиманский оставался здесь до 1880 г.
В этом и следующем году он принимал участие в Ахал-текинской экспедиции Скобелева против текинцев, по окончании коего опять вернулся в Баку, где и прожил до смерти.
Шиманский скончался 17 января 1887 г. от рожистого воспаления, которым заразился при осмотре новобранцев.
Написал следующие статьи по медицине, опубликованных в журнале «Протоколы общества кавказских врачей»:
- «Замечательная уродливость плода» (1867—1868 гг.);
- «Несколько случаев произвольной гангрены» (1870—1871 гг.);
- «Хирургическая казуистика» (1871—1872 гг.)